# 진해대로
진해대로(Jinhae-daero Road, 鎭海大路, 국도 제2호선과 국도 제77호선의 일부)는 경상남도 진해와 성산구 양곡동 양곡 나들목과 부산광역시 강서구 송정동 시계를 잇는 도로이다.  진해 지역을 잇는 핵심도로이다.

## 역사
- 2001년 9월 28일 : 진해 ~ 부산간 도로 및 장복터널(진해시 서중동 ~ 용원동) 8.4km 구간 확장 개통[1], 진해 ~ 부산간 도로(경상남도 진해시 가주동 ~ 부산광역시 강서구 송정동) 6.33km 구간 확장 개통[2]
- 2004년 1월 29일 : 진해시 여좌동 ~ 풍호동 구간 8.72km 이설[3]
- 2009년 7월 10일 : 2개 이상 시·도에 걸쳐 있는 도로로 진해대로를 고시[4]

## 주요 경유지
경상남도
- 창원시 성산구 양곡동 - 진해구 (현동 · 태백동 · 여좌동 · 태백동 · 여좌동 · 태백동 · 경화동 · 석동 · 자은동 · 풍호동 · 장천동 · 원포동 · 죽곡동 · 서중동 · 제덕동 · 서중동 · 남문동 · 성내동 · 남양동 · 마천동 · 두동 · 용원동)

부산광역시
- 강서구 송정동

## 노선
전 구간이 국도 제2호선, 국도 제77호선에 속하기 때문에 이 두 노선에 대한 별도 표기는 생략한다.
| 이름                      | 접속 노선                               | 소재지        | 소재지              | 비고          |
| 봉양로와 직결             | 봉양로와 직결                           | 봉양로와 직결 | 봉양로와 직결       | 봉양로와 직결 |
| ------------------------- | --------------------------------------- | ------------- | ------------------- | ------------- |
| 양곡 나들목               | 국도 제2호선 국도 제77호선 (남해안대로) | 창원시        | 성산구              |               |
| (오봉사입구)              | 장복산길                                | 창원시        | 성산구              |               |
| 장복터널                  |                                         | 창원시        | 성산구              | 연장 840m     |
| 장복터널                  | 진해구                                  | 창원시        |                     | 연장 840m     |
| 장복로사거리              | 장복산길                                | 창원시        |                     |               |
| 가마니골삼거리            | 여좌천로                                | 창원시        |                     |               |
| 시민회관사거리            | 여좌천로174번길                         | 창원시        |                     |               |
| 진해고가교                | 여좌로                                  | 창원시        | 부산 방향 진입 불가 |               |
| 여좌고가교                |                                         | 창원시        |                     |               |
| 경화고가교                | 태백로 태백서로                         | 창원시        |                     |               |
| 새마을사거리              | 조천로 진해대로624번길                  | 창원시        |                     |               |
| 경화역삼거리              | 경화로                                  | 창원시        |                     |               |
| 중앙고삼거리              | 경화시장로 병암북로                     | 창원시        |                     |               |
| 상공회의소삼거리          | 진해대로728번길                         | 창원시        |                     |               |
| 3호광장                   | 국도 제25호선 (해원로)                  | 창원시        |                     |               |
| 돌리사거리                | 돌리로 진해대로776번길                  | 창원시        |                     |               |
| 진해경찰서 (경찰서삼거리) |                                         | 창원시        |                     |               |
| 만리들사거리              | 석동로                                  | 창원시        |                     |               |
| 냉천사거리                | 냉천로                                  | 창원시        |                     |               |
| 자은교사거리              | 자은로                                  | 창원시        |                     |               |
| 벚꽃마을사거리            | 진해대로921번길 진해대로922번길         | 창원시        |                     |               |
| 해군아파트사거리          | 덕산로                                  | 창원시        |                     |               |
| 자은본동사거리            | 진해대로975번길                         | 창원시        |                     |               |
| 풍호초등교사거리          | 풍호로                                  | 창원시        |                     |               |
| 풍호사거리 (풍호고가교)   | 천자로                                  | 창원시        |                     |               |
| 진해구청후문              | 행암로 진해대로1099번길                 | 창원시        |                     |               |
| 대발령 (만남의광장)       |                                         | 창원시        |                     |               |
| 어은 교차로 (어은육교)    | 어은로 죽곡로                           | 창원시        |                     |               |
| 천자 교차로 (천자육교)    | 웅천로                                  | 창원시        | 창원 방향 진입 불가 |               |
| 신남문교                  | 웅천서로                                | 창원시        |                     |               |
| 재덕교                    |                                         | 창원시        |                     |               |
| 재덕2교                   | 웅천동로                                | 창원시        | 부산 방향 진출 불가 |               |
| 성내천교                  |                                         | 창원시        |                     |               |
| 웅동 교차로 (마천육교)    | 국도 제58호선 (웅장로) 남영로           | 창원시        |                     |               |
| 대장천교                  |                                         | 창원시        |                     |               |
| 의곡 교차로               | 보배로                                  | 창원시        | 부산 방향 진입 불가 |               |
| 송곡삼거리                | 안청로                                  | 창원시        |                     |               |
| 용원택지 교차로           | 안골로                                  | 창원시        |                     |               |
| 회야골삼거리              | 용원북로                                | 창원시        |                     |               |
| 용재삼거리                | 용원동로                                | 창원시        |                     |               |
| 용원삼거리                | 만금로 진해산업로                       | 창원시        |                     |               |
| 용원삼거리                | 만금로 진해산업로                       | 부산광역시    | 강서구              |               |
| 녹송교                    |                                         | 부산광역시    | 강서구              |               |
| 낙동남로와 직결           |                                         |               |                     |               |

## 주요 건물 및 시설
- 대광사 (경상남도 진해구 진해대로 303)
- 진해문화센터 (경상남도 진해구 진해대로 325)
- 경화역 (경상남도 진해구 진해대로 649)
- 창원상공회의소 진해지회 (경상남도 진해구 진해대로 719)
- 롯데시네마 진해점 (경상남도 진해구 진해대로 752)
- 롯데마트 진해점 (경상남도 진해구 진해대로 762)
- 진해경찰서 (경상남도 진해구 진해대로 815)
- 창원지방법원 진해창원남부시법원 (경상남도 진해구 진해대로 833)
- 진해구청, 진해보건소, 진해종합사회복지관, 진해장애인복지관 (경상남도 진해구 진해대로 1011)
- 천자봉공원묘원 (경상남도 진해구 진해대로 1426-48)